# Ultium
Ultium — серия электрических аккумуляторов, электродвигателей и платформ для электромобилей, разработанных американской корпорацией General Motors и японскими компаниями Honda и Acura.
Ultium характеризуется модульной компоновкой, использующей аккумулятор Ultium для питания одного или двух устройств Ultium Drive с использованием общего набора силовой электроники (зарядки, системы управления аккумуляторами и инвертора). Высоковольтный аккумулятор состоит из ячеек-мешочков, которые могут укладываться горизонтально или вертикально, в зависимости от форм-фактора, подходящего для каждого транспортного средства, обычно их устанавливают между осями и под полом. Тяговый электродвигатель (двигатели), редуктор и силовая электроника объединены в единый блок Ultium Drive, который приводит в движение переднюю, заднюю или обе оси. Во всех запланированных к выпуску автомобилях используются три конструкции электродвигателей с общим статором. Ultium применяется в платформах BEV3 и BT1 корпорации General Motors.

## История
Компания General Motors представила аккумулятор Ultium и технологии платформы во время недельного мероприятия в марте 2020 года, которое проходило в техническом центре General Motors в Уоррене, штат Мичиган. Председатель правления и генеральный директор GM Мэри Барра назвала архитектуру Ultium «многобрендовой, многосегментной стратегией электромобилей с экономией за счёт масштаба, которая конкурирует с нашим бизнесом по производству полноразмерных грузовиков, но гораздо менее сложна и ещё более гибка». Бренд Ultium Drive был применён шесть месяцев спустя, в сентябре 2020 года, для обозначения компонентов трансмиссии электромобилей, не относящихся к аккумуляторам, таких как тяговые двигатели и силовая электроника.
В июне 2021 года корпорация General Motors объявила о сотрудничестве с Wabtec FLXDrive для поставки аккумуляторных модулей Ultium, соответствующих нулевому стандарту выбросов.
В 2022 году армия США выбрала GM Defense для демонстрации военного электромобиля на базе пикапа GMC Hummer EV. В сентябре 2022 года компания GM Defense была выбрана для создания сверхмощного аккумулятора для питания военных электромобилей.

## Дизайн

### Ultium Drive
Транспортные средства Ultium оснащены модульным семейством из пяти приводных блоков и трёх электродвигателей, известных под общим названием «Ultium Drive». Массовое производство двигателей и блоков Ultium Drive началось в 2024 году на заводах General Motors в Толедо и Сент-Катаринсе.

#### Тяговые двигатели
В серию Ultium входят двигатели с постоянными магнитами мощностью 180 кВт (241 л. с.) для переднеприводных автомобилей, двигатели с постоянными магнитами мощностью 255 кВт (342 л. с.) для передне- и заднеприводных автомобилей и асинхронные двигатели мощностью 62 кВт (83 л. с.) для полноприводных автомобилей. Прототип GMC Hummer EV, представленный в марте 2020 года, имеет постоянный полный привод и оснащён тремя электродвигателями мощностью 255 кВт (342 л. с.), один из которых приводит в движение переднюю ось, а два других — задние колёса. Три типа тяговых двигателей имеют масляное охлаждение и общую конструкцию статора.

#### Приводные устройства
Приводные блоки представляют собой односкоростные зубчатые передачи, которые принимают на себя мощность одного или двух тяговых двигателей и передают её на колёса. Трансмиссии интегрированы с электронными модулями управления. Эти модули, также известные как силовая электроника, включают в себя инвертор тягового тока, бортовой модуль зарядки и модуль питания аксессуаров. Интеграция этих модулей в приводные блоки позволяет снизить общую массу вдвое по сравнению с аналогичными компонентами Chevrolet Bolt EV. Эти приводные устройства разработаны и упакованы на основе предполагаемой компоновки трансмиссии, но имеют много общих компонентов. Это пять единиц измерения:
- Вспомогательный блок полного привода
- Блок FWD
- Блок RWD
- Агрегат полного привода для грузовых автомобилей
- Двухмоторный агрегат RWD для грузовых автомобилей

Для GMC Hummer EV передаточные числа редукторов составляют 13,3:1 и 10,5:1 для передних и задних колёс соответственно.

### Аккумулятор Ultium

#### Химический состав
Батарейные элементы Ultium имеют никель-кобальт-марганцево-алюминиевую (NCMA) химическую структуру и производятся компанией Ultium Cells LLC, совместным предприятием GM и LG Energy Solution, в виде крупноформатных аккумуляторных батарей. Материалы для аккумуляторов поставляются компаниями LG Chem, POSCO Chemical (активные материалы катода) и Livent (гидроксид лития).
В Китае компанией CATL под брендом Ultium выпускаются никель-марганец-кобальтовые аккумуляторы в цилиндрической упаковке. С объявлением о создании совместного предприятия с Samsung SDI для строительства четвёртого завода по производству аккумуляторов в США в апреле 2023 года призматические и цилиндрические аккумуляторные батареи Ultium начали производиться внутри страны.
В автомобилях Chevrolet Bolt EV применяются литий-железо-фосфатные аккумуляторы, снижающие пиковое и номинальное напряжение.

#### Технические характеристики
Каждый аккумулятор Ultium имеет размеры примерно 584 на 102 на 10 мм, масса составляет 1,36 кг, а ёмкость — 0,37 кВт·ч. Номинальное напряжение составляет 3,7 В, а заряд — 103 А·ч. Гравиметрическая плотность энергии каждой ячейки составляет 280 Вт·ч/кг; соответствующая объёмная плотность энергии составляет 630 Вт·ч/л. 10-секундная гравиметрическая плотность мощности составляет 952 Вт/кг. Полная масса 24-модульной 576-элементной батареи для электромобиля Hummer с ёмкостью 212,7 кВт·ч составляет 1326 кг. Пакеты могут быть ориентированы горизонтально или вертикально, что обеспечивает гибкость упаковки.
Ultium оснащён беспроводной системой управления аккумуляторами (wBMS) — первой подобной архитектурой среди автопроизводителей. Система wBMS была разработана в сотрудничестве с Analog Devices и способствует снижению затрат на аккумуляторы, поскольку требует на 90% меньше проводов и уменьшает объём на 15%.
В конце января 2023 года стало известно, что корпорация General Motors рассматривает возможность перехода на аккумуляторы цилиндрической формы. Этот шаг снизит объёмную плотность энергии, но может сократить время производства и затраты.

#### Сборка
Корпорация General Motors объявила, что ячейки могут быть собраны в модули с различными конфигурациями, и продемонстрировала три примера:
- 24 ячейки, расположенные вертикально, или
- 20 ячеек: 10+10 ячеек рядом друг с другом, каждая стопка расположена горизонтально (для уменьшения ширины модуля) или
- 12 ячеек: 6+6 ячеек рядом друг с другом, каждая стопка расположена горизонтально (для уменьшения ширины и высоты модуля).

Таким образом, можно использовать модули разных размеров, которые можно комбинировать для определённого приложения и платформы.
Например, если 24 элемента объединены в модуль, а аккумуляторная батарея состоит из 6–24 одинаковых модулей, это означает, что батарея включает от 144 до 576 элементов, а её ёмкость составляет от 50 до 200 кВт·ч. Модуль из 24 элементов состоит из трёх параллельных цепочек по восемь элементов в каждой, соединённых последовательно, что даёт номинальное напряжение 29,6 В на модуль. Компания GM утверждает, что они могут выдерживать многократную быструю зарядку постоянным током.
У GMC Hummer EV два слоя. В каждом слое 12 модулей соединены последовательно, образуя слой аккумулятора на 400 В и 100 кВт·ч. Затем эти два слоя соединяются параллельно, образуя аккумуляторную батарею на 200 кВт·ч для электродвигателей на уровне 400 В. Но для быстрой зарядки на станциях 800 В постоянного тока два слоя можно временно соединить последовательно, что позволяет осуществлять быструю зарядку постоянным током до 800 В и 350 кВт. Cadillac Lyriq имеет 12-модульную аккумуляторную батарею, по сути эквивалентную одному слою Hummer, работающую при 400 В (номинальное значение) и способную заряжаться со скоростью до 190 кВт. Из-за модульной конструкции аккумуляторной батареи транспортные средства, использующие менее 12 аккумуляторных модулей, работают при более низком номинальном напряжении.
В 2024 году издание InsideEVs сообщило, что проблемы с оборудованием, используемым для сборки ячеек в модули, привели к задержкам в производстве автомобилей в 2023 году. Оказалось, что невозможно увеличить скорость производства с 5 до 30 модулей в час на одной сборочной линии, но GM добавляла линии по сборке модулей, чтобы компенсировать это.

#### Стоимость
В 2010 году стоимость аккумулятора ёмкостью 16 кВт·ч в Chevrolet Volt оценивалась в 1000 долларов США (что эквивалентно 1400 долларам в 2023 году) за киловатт в час. По оценкам GM, с Ultium стоимость снижается на 90% и составляет примерно 100 долларов за киловатт в час. Это также значительное снижение по сравнению с аккумулятором на 60 кВт·ч в Chevrolet Bolt EV, который в 2017 году стоил примерно 262 доллара за кВт·ч, хотя корпорация General Motors договорилась о значительно более низкой цене в 145 долларов за кВт·ч со своим поставщиком, компанией LG Chem. Отчасти снижение стоимости связано с новым химическим составом, в котором на 70% меньше кобальта, чем в аккумуляторе Bolt. Кроме того, трудозатраты снижаются за счёт того, что количество проводов в каждом аккумуляторном блоке уменьшено на 88% по сравнению с Bolt благодаря беспроводной системе управления аккумуляторами.

#### Производство
По состоянию на 2021 год планировалось строительство четырёх производственных объектов:
- Ultium Cells LLC — Лордстаун, штат Огайо, США (открыт в сентябре 2022 года[30], мощность 35 Вт в год)[31]
- Ultium Cells LLC — Спринг-Хилл, Теннесси, США (открыт в марте 2024 года, мощность 50 Вт·ч в год)[32][33][34]
- Ultium Cells LLC — Лансинг, Мичиган, США (ввод в эксплуатацию в конце 2024 года, мощность 50 Вт в год)[35]
- Совместное предприятие GM/Samsung SDI — Нью-Карлайл, Индиана, США (открытие в 2026 году, мощность более 30 Вт в год)[36].

В октябре 2021 года корпорация GM также открыла завод Ultium Center в Шанхае. Он производит аккумуляторы и тяговые двигатели для электромобилей, производимых и продаваемых в Китае. В 2022 году министерство энергетики США (DOE) предоставило компании Ultium Cells кредит в размере 2,5 миллиарда долларов для строительства трёх заводов, о которых было объявлено, в США. Это первый кредит, выданный Министерством энергетики производителю аккумуляторных батарей в рамках программы Министерства энергетики «Производство транспортных средств с использованием передовых технологий».
В январе 2023 года компании GM и LG приостановили планы по строительству четвёртого завода по производству аккумуляторов в США после того, как в августе 2022 года выбрали площадку в Индиане. Корпорация GM искала нового партнёра для совместного предприятия. Позже в том же году компания Samsung SDI объявила о создании совместного предприятия с GM, и строительство четвёртого завода продолжилось на площадке в Индиане.
Более низкое, чем ожидалось, производство аккумуляторных батарей Ultium привело к тому, что в июле 2023 года корпорация General Motors приостановила производство фургонов BrightDrop Zevo. В то время было объявлено о планах по расширению производства модулей Ultium на CAMI Assembly, где собираются фургоны Zevo, с использованием ячеек, поставляемых с заводов по производству аккумуляторов. Начиная с 2024 года, модули Ultium, собранные на CAMI, используются на месте и поставляются на другие заводы GM по производству электромобилей.

## Модельный ряд
- Acura ZDX (2024 — настоящее время)[41]
- Buick Electra E5 (2023 — настоящее время)
- Buick Electra E4 (2023 — настоящее время)[42]
- Cadillac Celestiq (2024 — настоящее время)
- Cadillac Lyriq (2023 — настоящее время)
- Cadillac Optiq (2024 — настоящее время)
- Cadillac Vistiq (2025 — настоящее время)
- Chevrolet Blazer EV (2024 — настоящее время)
- Chevrolet Equinox EV (2024 — настоящее время)
- Chevrolet Silverado EV (2024 — настоящее время)[43]
- Chevrolet BrightDrop 600 (2021 — настоящее время)
- GMC Hummer EV (2022 — настоящее время)
- GMC Sierra EV (2024 — настоящее время)
- Honda Prologue (2024 — настоящее время)[44]

- Chevrolet BrightDrop 400 (2024)
- Cadillac Escalade IQ и IQL (2025)
- Cadillac Vistiq (2026)
- Chevrolet Bolt (2025)

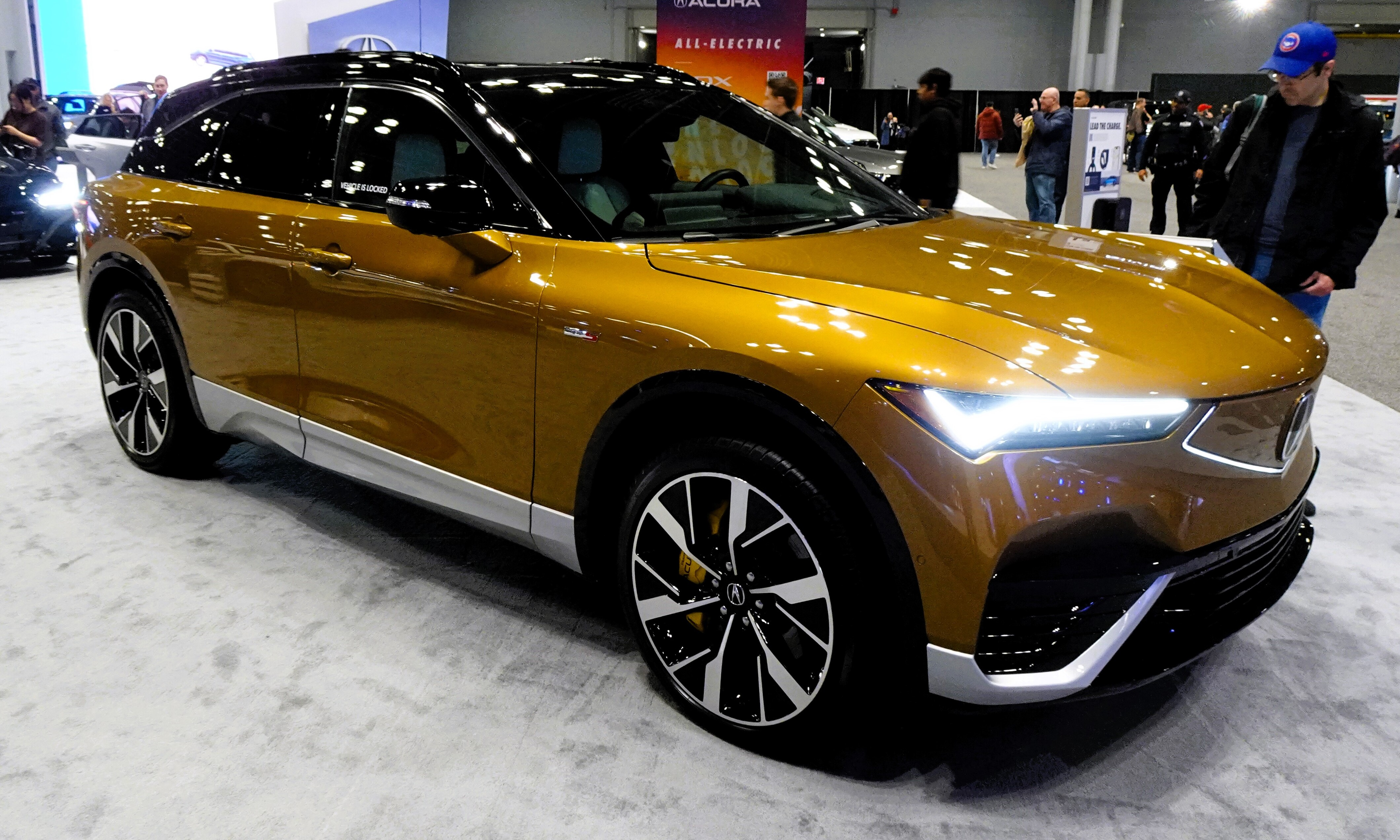
2024 Acura ZDX
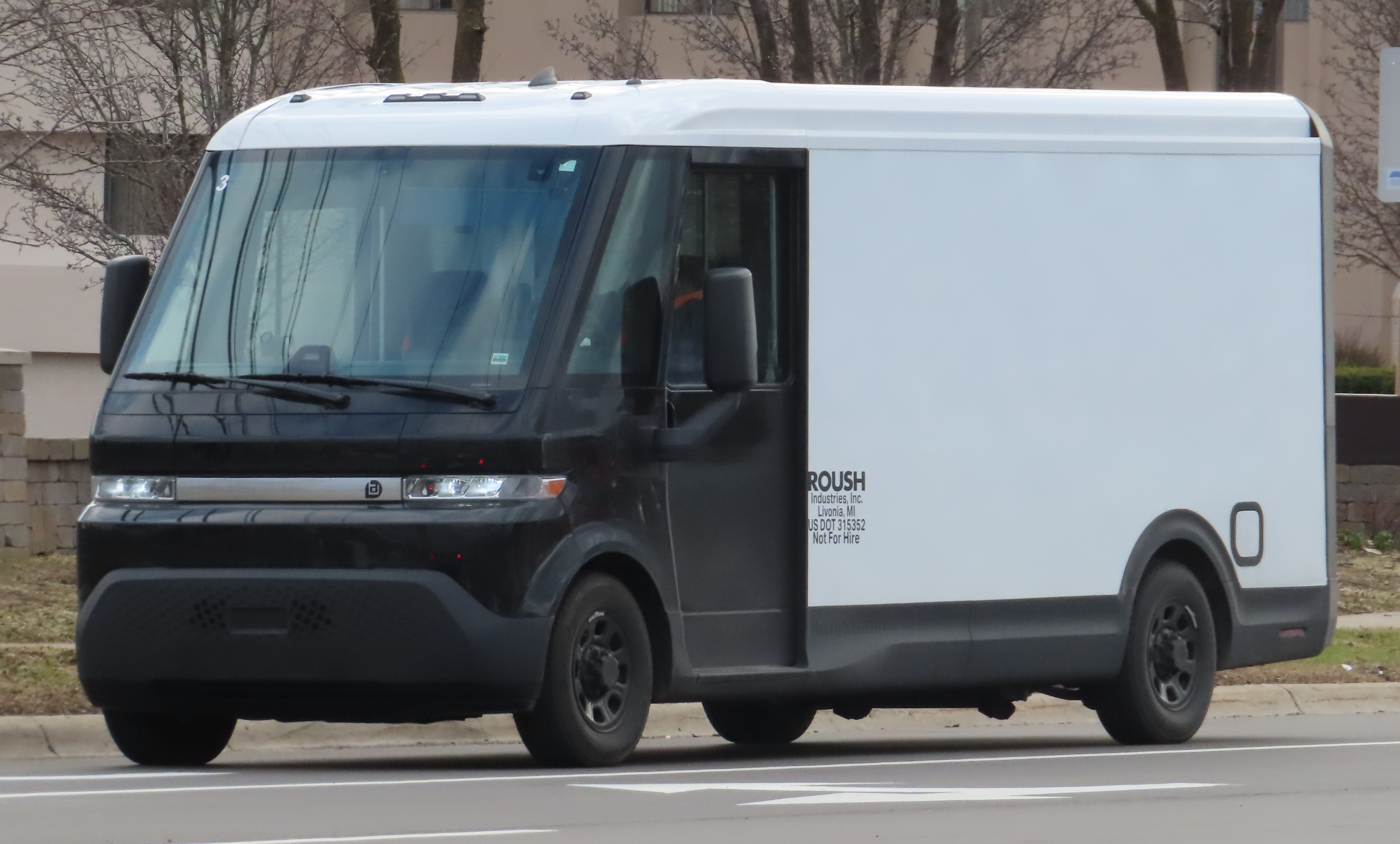
2022 Chevrolet BrightDrop 600
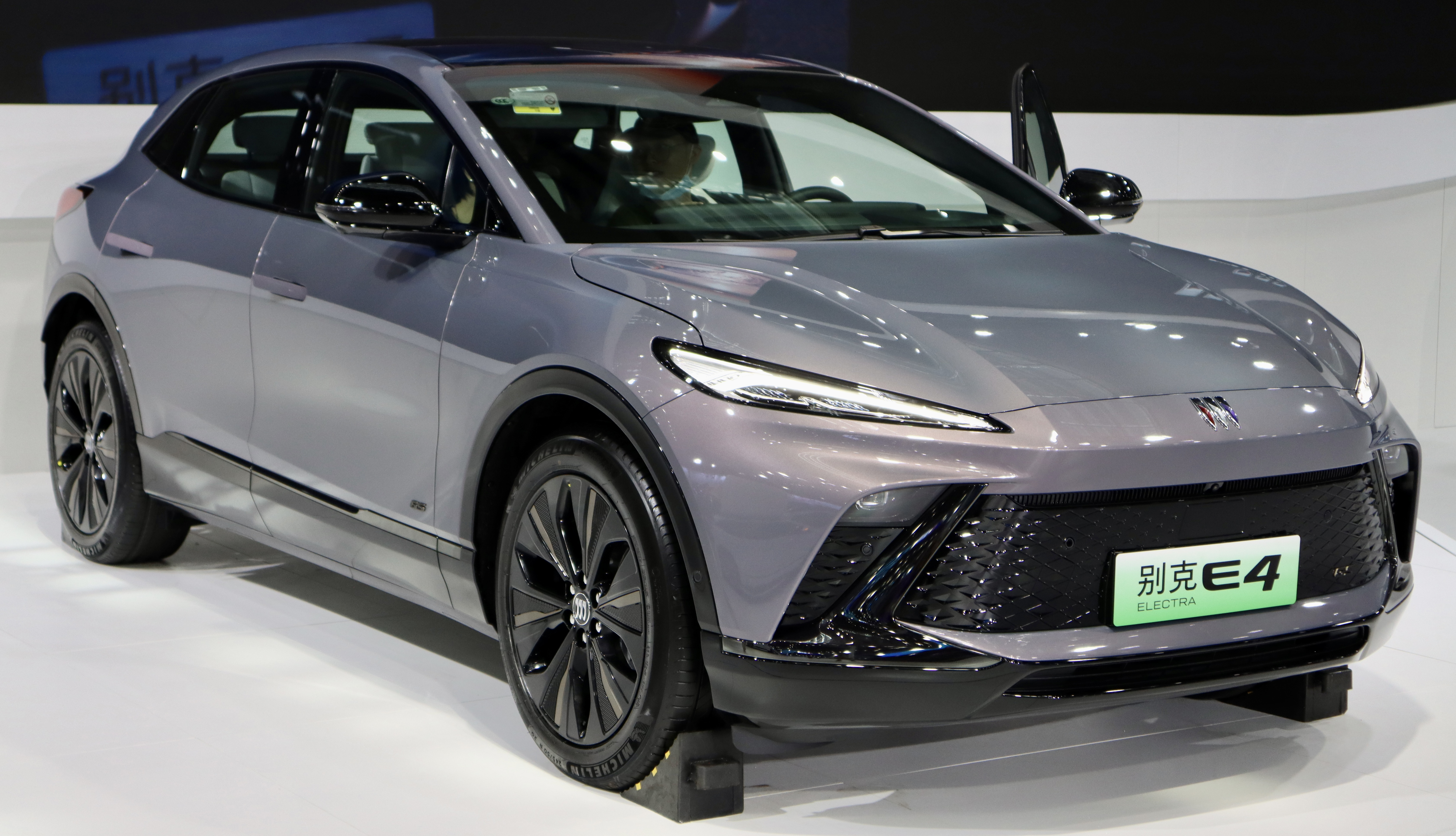
2023 Buick Electra E4
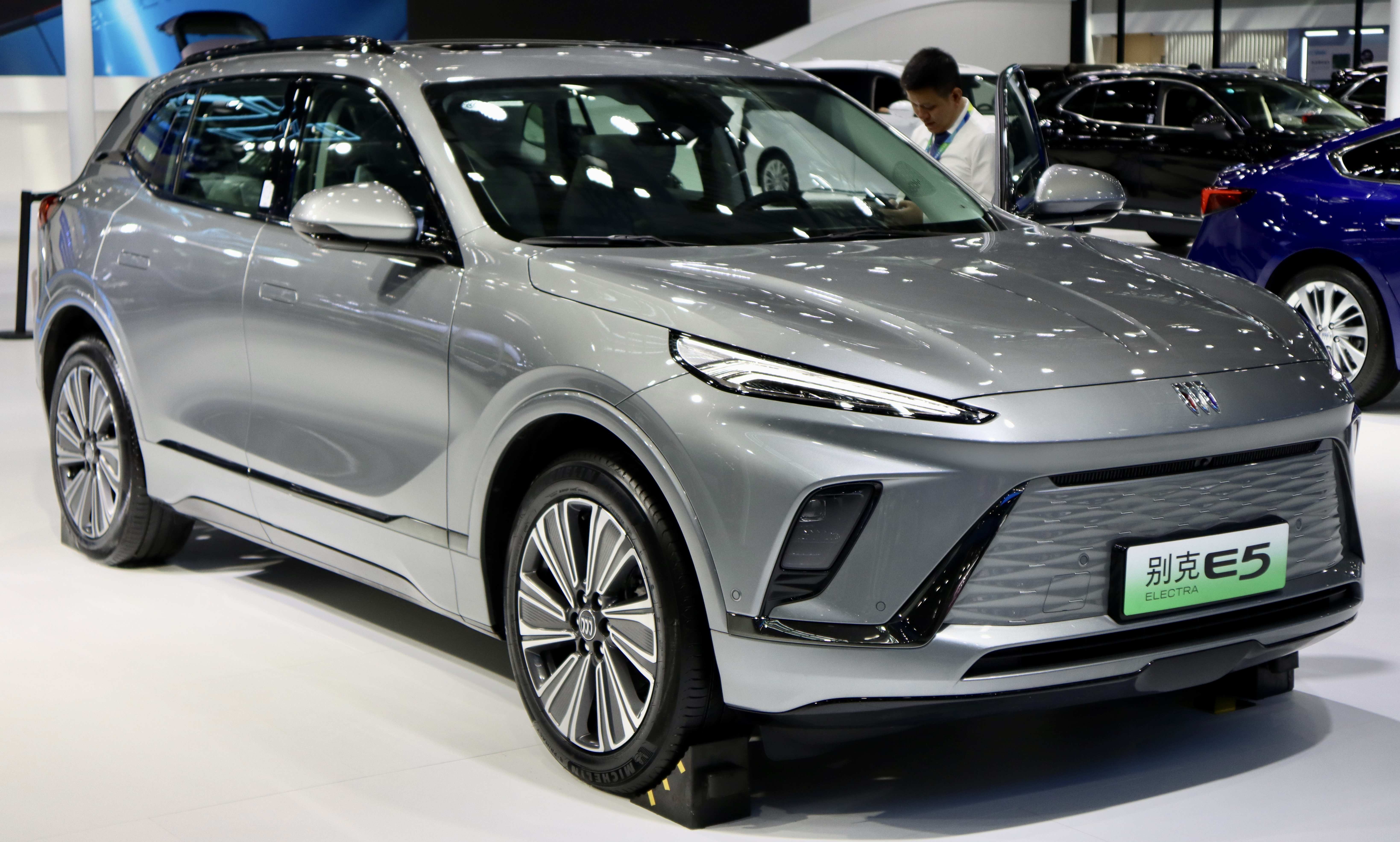
2023 Buick Electra E5
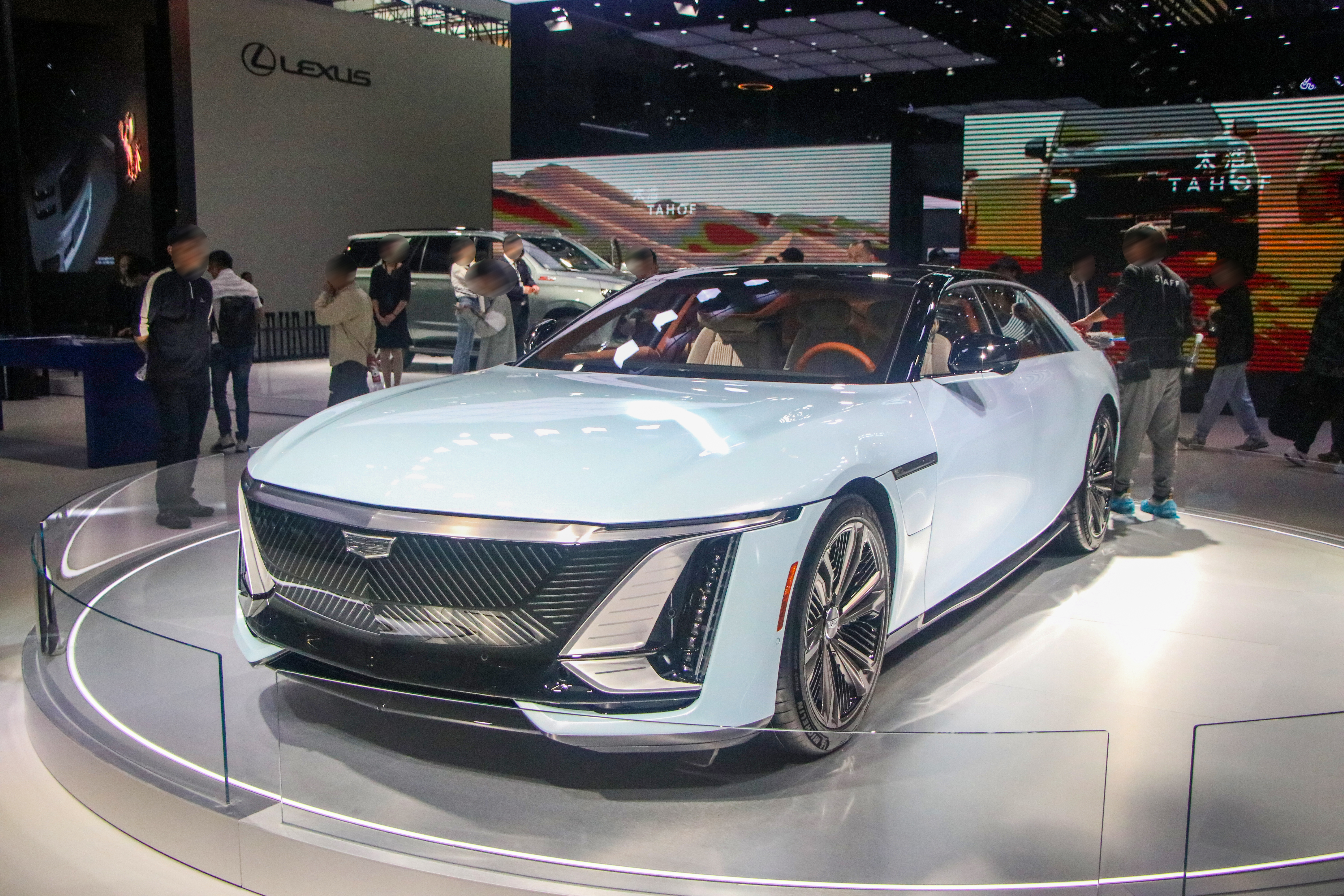
2022 Cadillac Celestiq
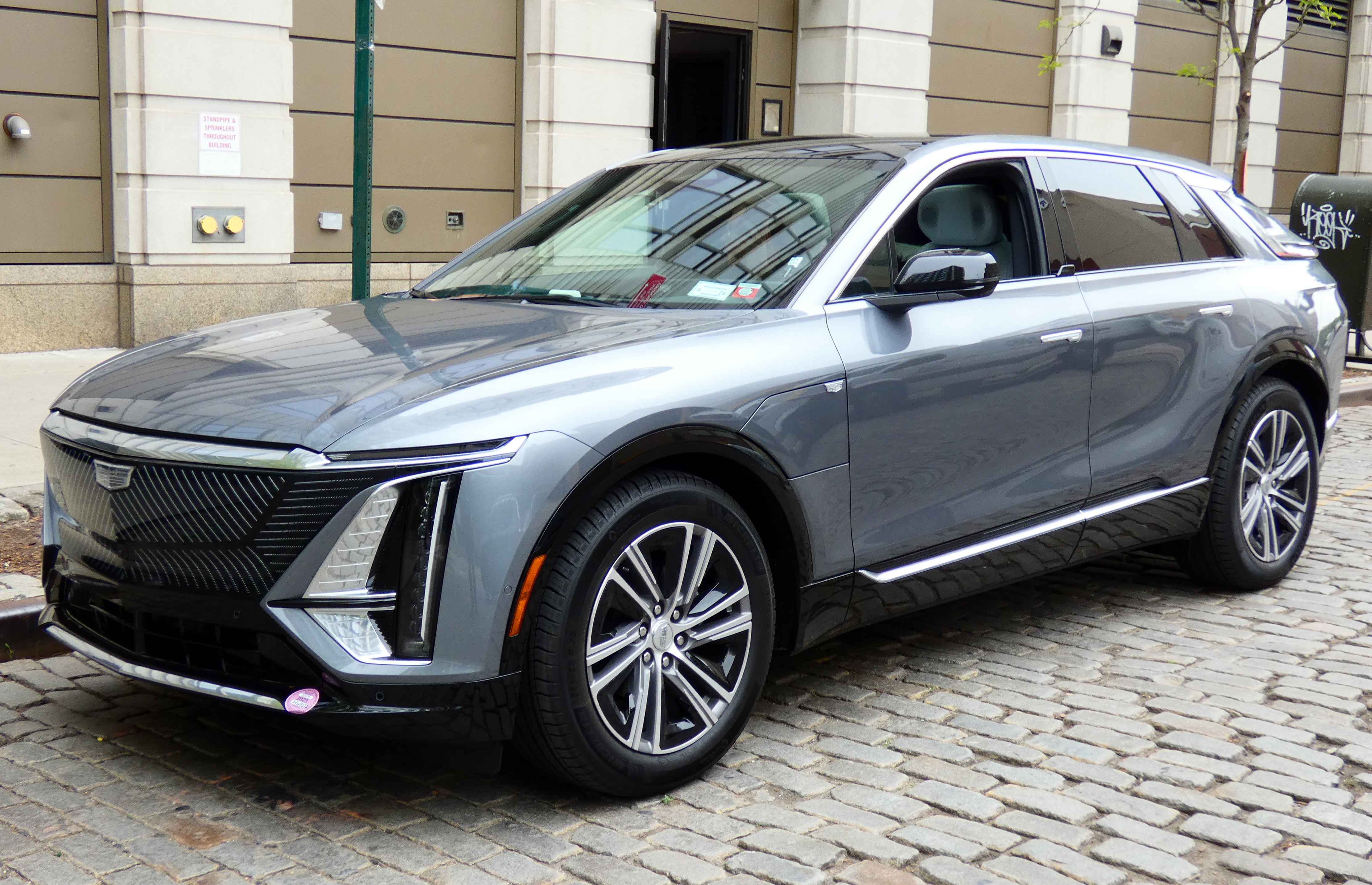
2023 Cadillac Lyriq
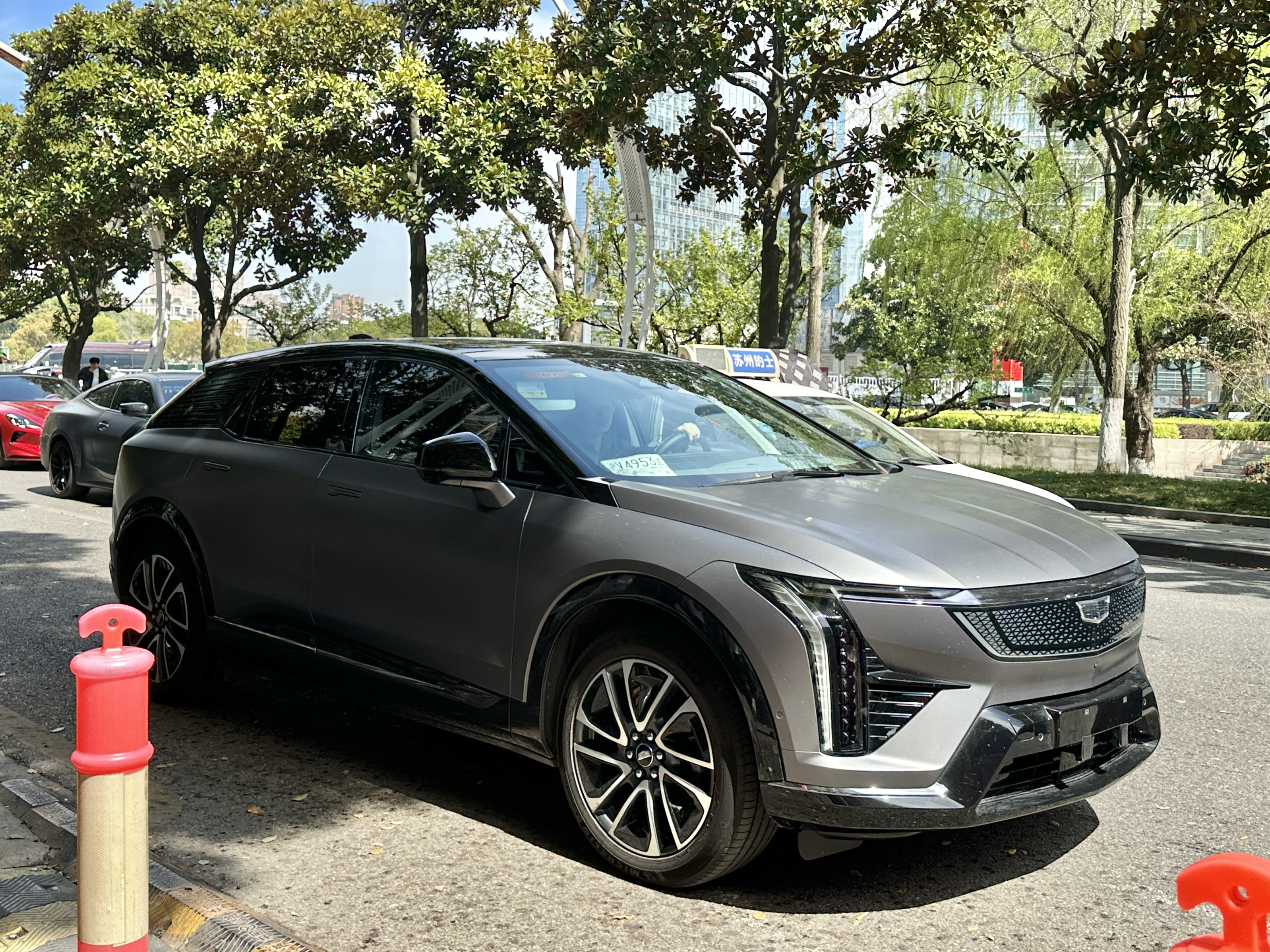
2024 Cadillac Optiq
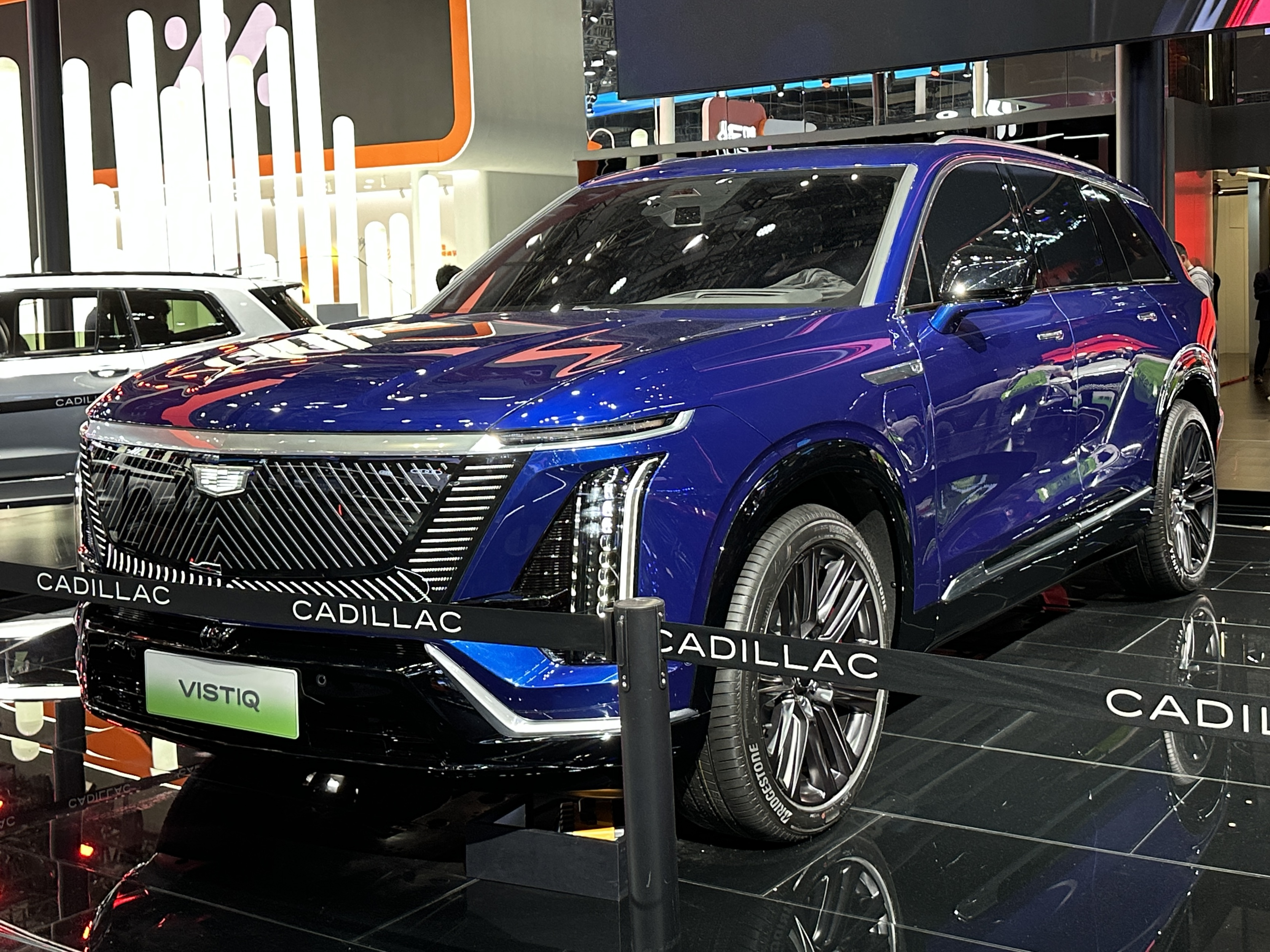
2026 Cadillac Vistiq
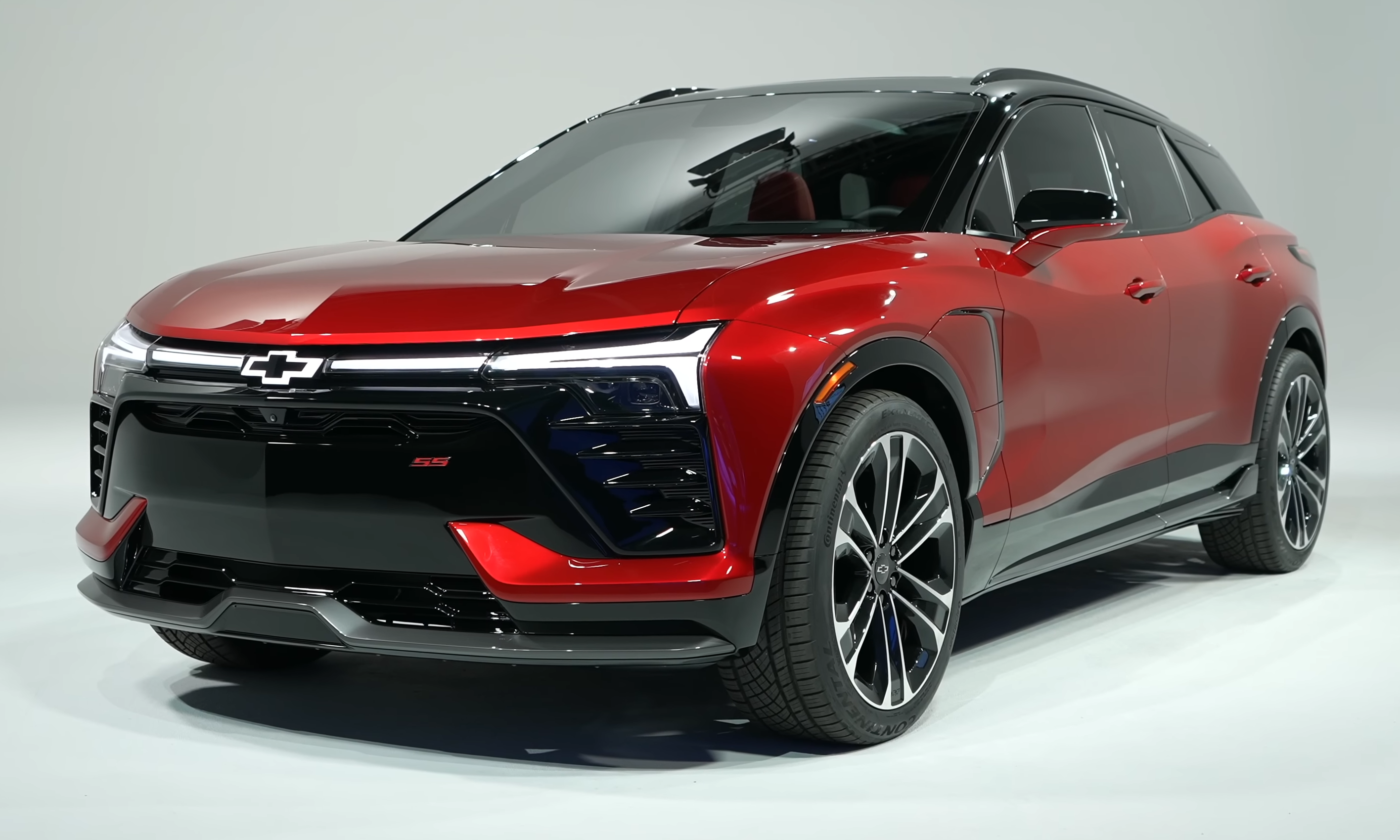
2024 Chevrolet Blazer EV
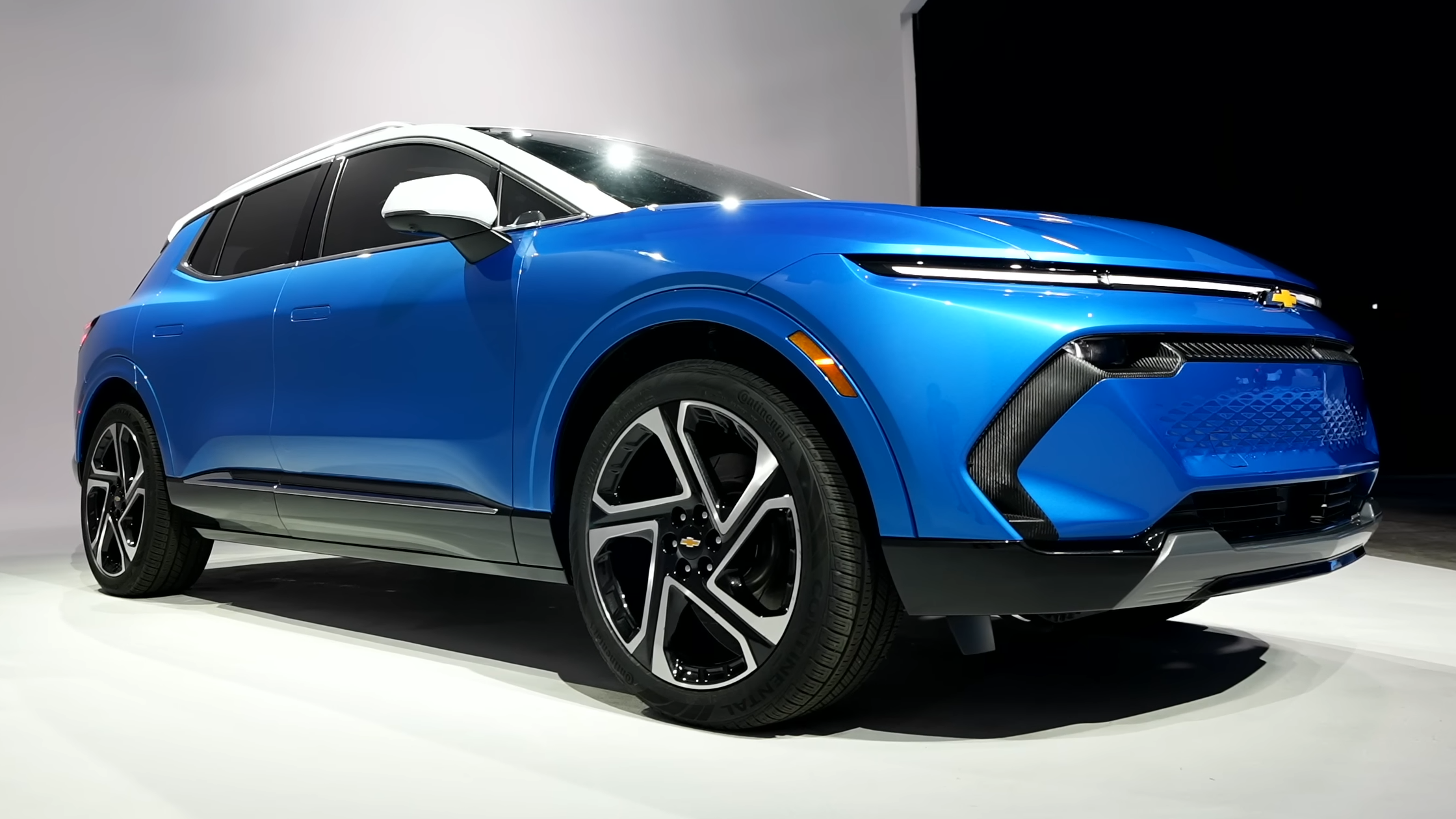
2024 Chevrolet Equinox EV
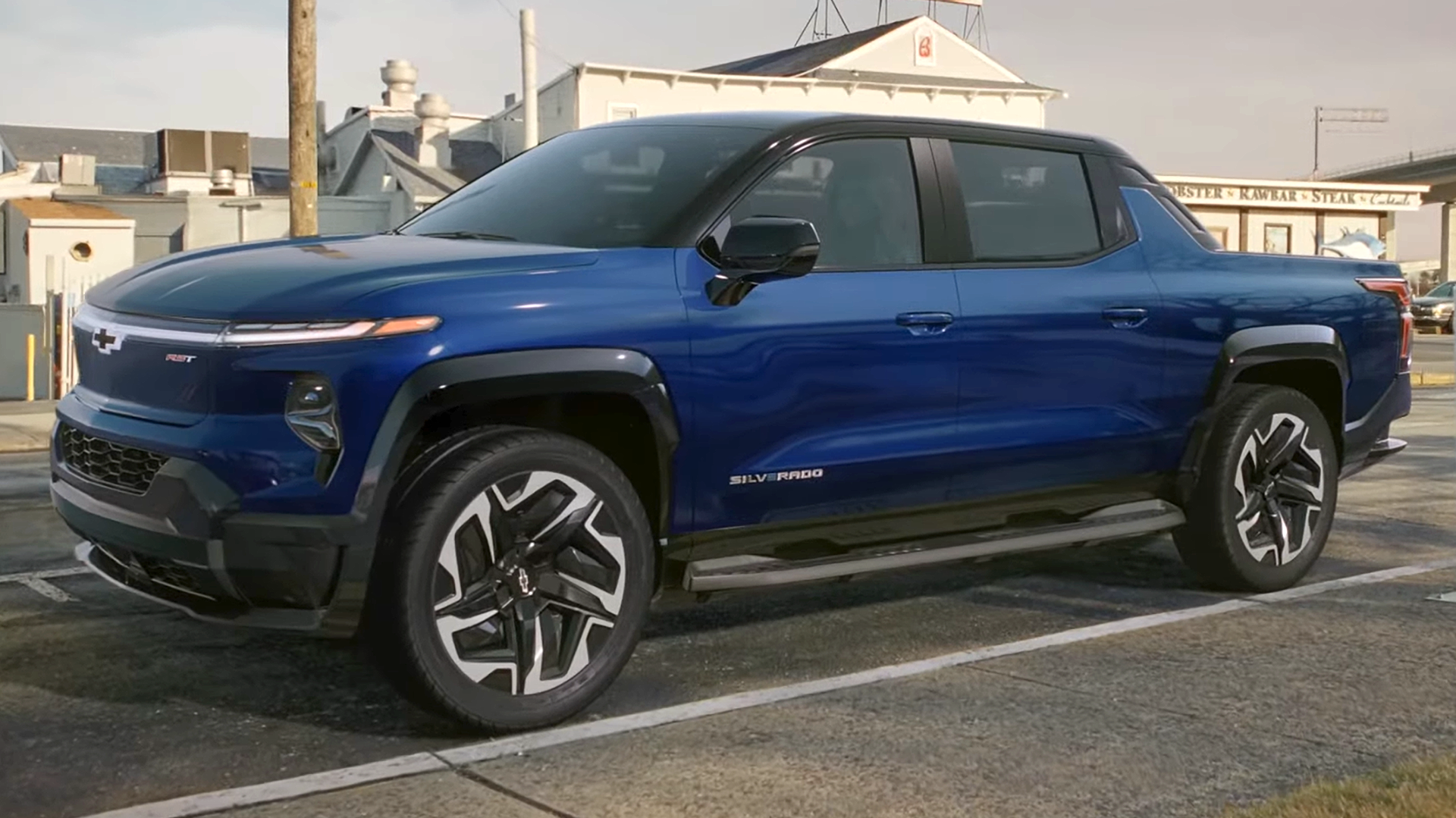
2024 Chevrolet Silverado EV
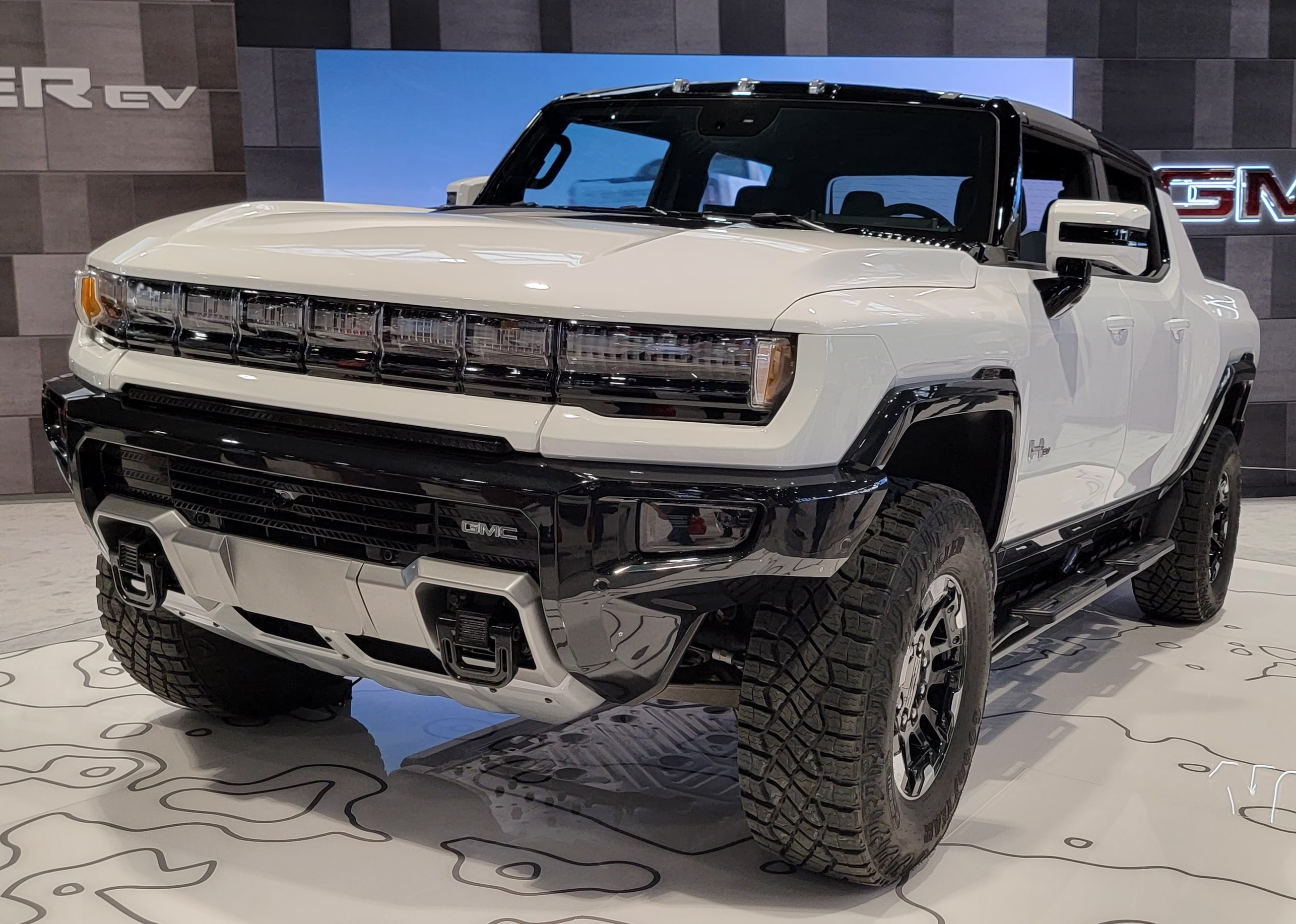
2022 GMC Hummer EV SUT
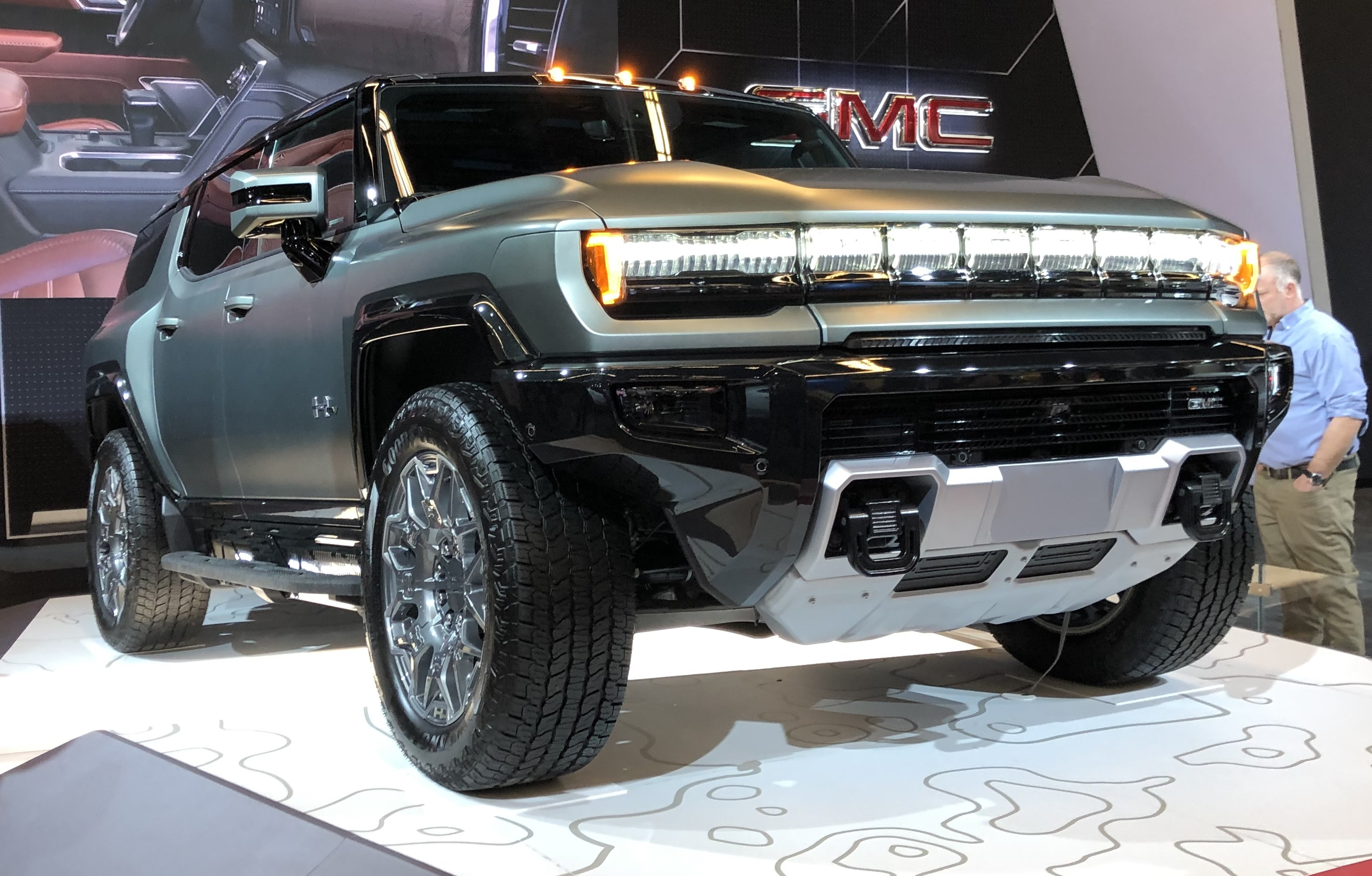
2024 GMC Hummer EV SUV
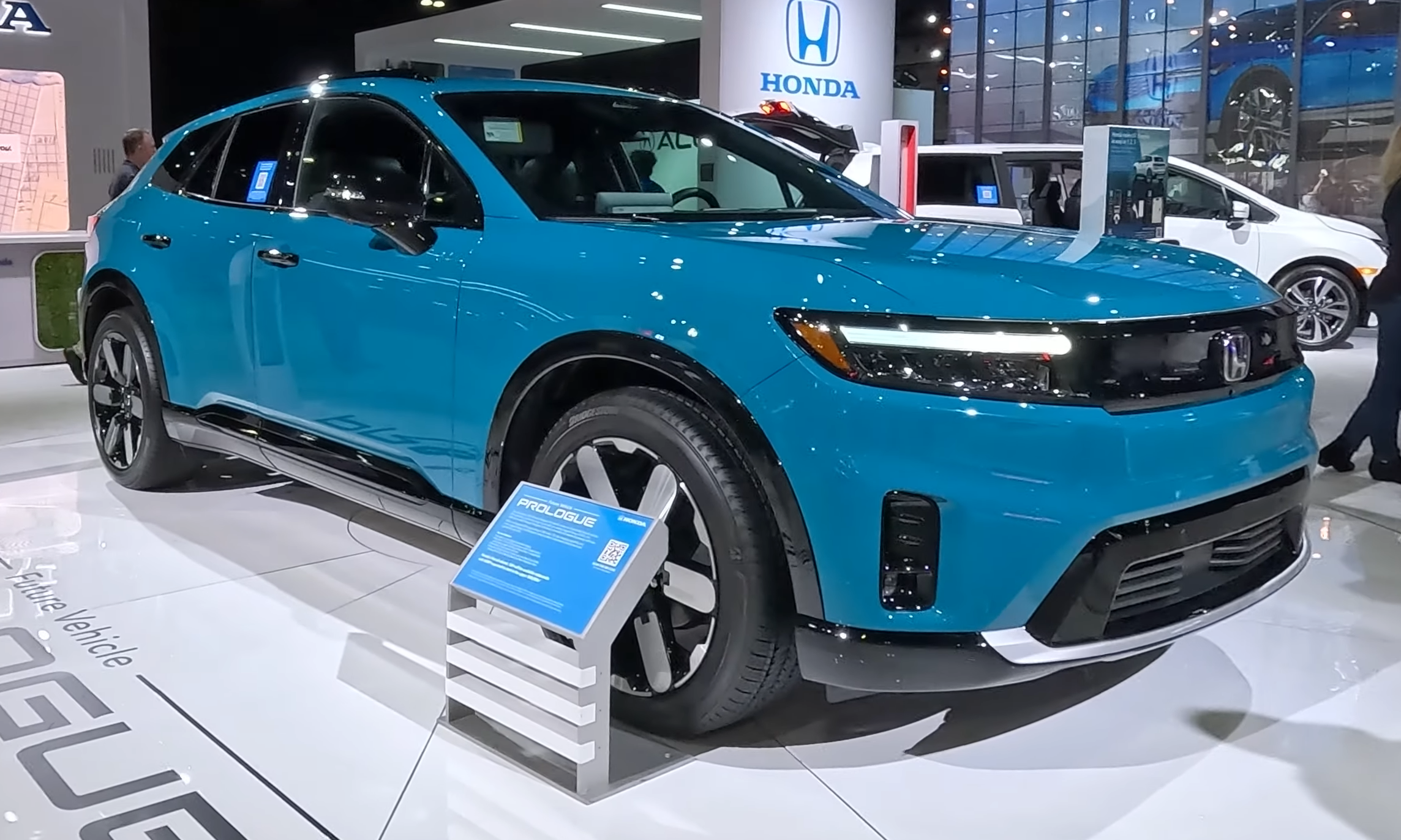
2024 Honda Prologue